# José Machín
José Machín Dicombo (Bata, 14 de agosto de 1996), más conocido como Pepín, es un futbolista ecuatoguineano que juega de centrocampista en la selección de Guinea Ecuatorial.

## Trayectoria
Ecuatoguineano de nacimiento, creció en España y con pasaporte español es un centrocampista formado en los clubes españoles La Floresta, F. C. Barcelona, Cambrils, Gimnàstic de Tarragona y Málaga C. F. donde jugaría en juveniles.
De ahí, Pepín Machín se marchó a Italia, concretamente a la AS Roma donde disputó la Serie A en varias etapas, defendiendo las camisetas del Parma Calcio 1913 y del F. C. Lugano de la 1ª suiza.
Pepín acumula más de cien partidos en Serie B en equipos como Trapani Calcio, Brescia Calcio, Delfino Pescara 1936 o el A. C. Monza, con el que consiguió ascender a Serie A. 
En la temporada 2024-25, firma en calidad de cedido en el Frosinone Calcio de la segunda categoría italiana. 
El 29 de enero de 2025, firma por el F. C. Cartagena de la Segunda División de España, cedido por la A. C. Monza.

## Selección nacional
En junio de 2011 tuvo su primer contacto con la selección sub-16 Guinea Ecuatorial, que fue creada en España exclusivamente para disputar un torneo de fútbol base en Gerona.
Había sido citado por la selección ecuatoguineana absoluta por primera vez con ocasión de la Copa Africana de Naciones 2015, pero en aquel momento rechazó la convocatoria. En septiembre de ese mismo año, volvió a desistir de disputar el partido eliminatorio para la Copa Africana de Naciones 2017 ante Sudán del Sur. Finalmente, Pepín aceptó representar a Guinea Ecuatorial a nivel profesional y debutó el 12 de noviembre de 2015 en un partido contra Marruecos, perteneciente a las eliminatorias para la Copa Mundial de Fútbol de 2018, que concluyó en derrota (0:2).